# لازاروس فوكس
لازاروس فوكس (بالألمانية: Lazarus Immanuel Fuchs )‏ (و. 1833 – 1902 م) هو رياضياتي، ومدرس، وأستاذ جامعي ألماني، كان عضوًا في الأكاديمية البافارية للعلوم والعلوم الإنسانية (منذ 1898)، والأكاديمية البروسية للعلوم (منذ 1884)، وأكاديمية العلوم في غوتينغن (منذ 1874)، والأكاديمية الملكية السويدية للعلوم، والأكاديمية الألمانية للعلوم ليوبولدينا، والأكاديمية الهنغارية للعلوم، والأكاديمية الروسية للعلوم، توفي في برلين، عن عمر يناهز 69 عاماً.

## التعليم
تعلم في جامعة فريدرش فيلهيلم في برلين، في تخصص رياضيات (منذ 1854)، وجامعة هومبولت في برلين.

## جوائز
حصل على جوائز منها:
- Order of the Zähringer Lion [الإنجليزية]‏ (1883).